# Bristol Fighter
Der Bristol Fighter ist ein Sportwagen des ehemaligen britischen Automobilherstellers Bristol Cars, der zwischen 2004 und 2009 in sehr geringer Stückzahl hergestellt wurde. Der Fighter war die erste neue Konstruktion des Unternehmens seit mehreren Jahrzehnten und zugleich seine letzte. Er hat keine technischen oder stilistischen Gemeinsamkeiten mit den viersitzigen Limousinen der Marke. Der mit Flügeltüren ausgestattete Fighter wurde einige Jahre parallel zum Bristol Blenheim angeboten. Nach dem Fighter gab es keinen neuen in Serie produzierten Bristol mehr.

## Entstehungsgeschichte
Der als Tochterunternehmen der Bristol Aeroplane Company gegründete und seit 1960 unabhängige Automobilhersteller Bristol Cars produzierte seit 1946 Oberklassefahrzeuge, die im Laufe der Jahre nur schrittweise weiterentwickelt wurden. Basis aller Modelle war ein auf eine BMW-Konstruktion der Vorkriegszeit zurückgehender Leiterrahmen, auf den zumeist viersitzige Karosserien aus Aluminiumblechen montiert wurden. Seit 1961 griff Bristol antriebsseitig auf Großserienmotoren des US-amerikanischen Chrysler-Konzerns zurück. Seit der Ära der Ölpreiskrisen lag die Jahresproduktion nur im sehr niedrigen zweistelligen Bereich. In dieser Tradition lag auch der der 1993 vorgestellte Blenheim, der schon bei seiner Einführung als veraltet angesehen und vor allem in stilistischer Hinsicht kritisiert wurde.
1997 erschloss Tony Crook, der langjährige Alleininhaber von Bristol Cars, durch einen Verkauf von Unternehmensanteilen neue Finanzquellen. Neuer Partner war der britische Geschäftsmann Toby Silverton, der mit dem Investmentunternehmen Tavistock Group in Verbindung stand. 2004 übernahm Silverton den Automobilhersteller komplett. Crook hoffte, mit Silvertons Beteiligung ein ganz neues Volumenmodell entwickeln zu können. Silverton griff diese Idee nicht auf und beschränkte sich auf eine Überarbeitung des Blenheim. Daneben sah Silverton Raum für einen exklusiven, in geringen Stückzahlen produzierten Hochleistungssportwagen, der als zweites Standbein fungierte und in der Tradition des in der Oldtimer-Szene verehrten Bristol 404 stehen sollte. Silverton leitete die Entwicklung dieses Fahrzeugs bereits 1999 ein; es erhielt frühzeitig die Bezeichnung Fighter, die – wie es inzwischen Tradition geworden war – an ein gleichnamiges Jagdflugzeug erinnerte. Ein erster Pressebericht über das Projekt Fighter wurde im Dezember 1999 veröffentlicht; wenig später bereits enthielt der Internetauftritt von Bristol Cars eine Notiz über den Fighter. Im Dezember 1999 stellte Bristol erstmals ein Holzmodell des künftigen Sportwagens im Showroom in der Kensington High Street aus. Die Entwicklungsarbeiten dauerten fünf Jahre. 2003 war der erste Prototyp fertiggestellt, und Mitte 2004 begann die Produktion des Fighter.
Die Bedeutung des Fighter wird heute ambivalent gesehen. Einerseits dokumentiert das Fahrzeug die technischen Fähigkeiten des Unternehmens, andererseits werden die hohen Entwicklungskosten als wesentliche Ursache für die 2011 eingetretene erste Insolvenz Bristols angesehen.

## Das Konzept
Die konzeptionelle Vorgabe für den Fighter kam von Toby Silverton selbst. Der Fighter sollte ein leichter und kompakter Sportwagen sein, mit dem markentypischen Komfort und herausragend geringem Luftwiderstand. Zu den Vorgaben gehörten ein ausreichendes Platzangebot für den Fahrer, ein geringer Wendekreis und Stabilität des Fahrzeugs bei hohen Geschwindigkeiten. Die mit herkömmlichen „Supersportwagen“ verbundenen Nachteile wie mangelnder Komfort oder Anfälligkeiten sollten vermieden werden. Generell orientierte sich Silverton am Konzept der amerikanischen Dodge Viper, stilistisch griff der Aufbau einige Elemente des Konzeptfahrzeugs Alfa Romeo Nuvola auf.

## Die Konstruktion

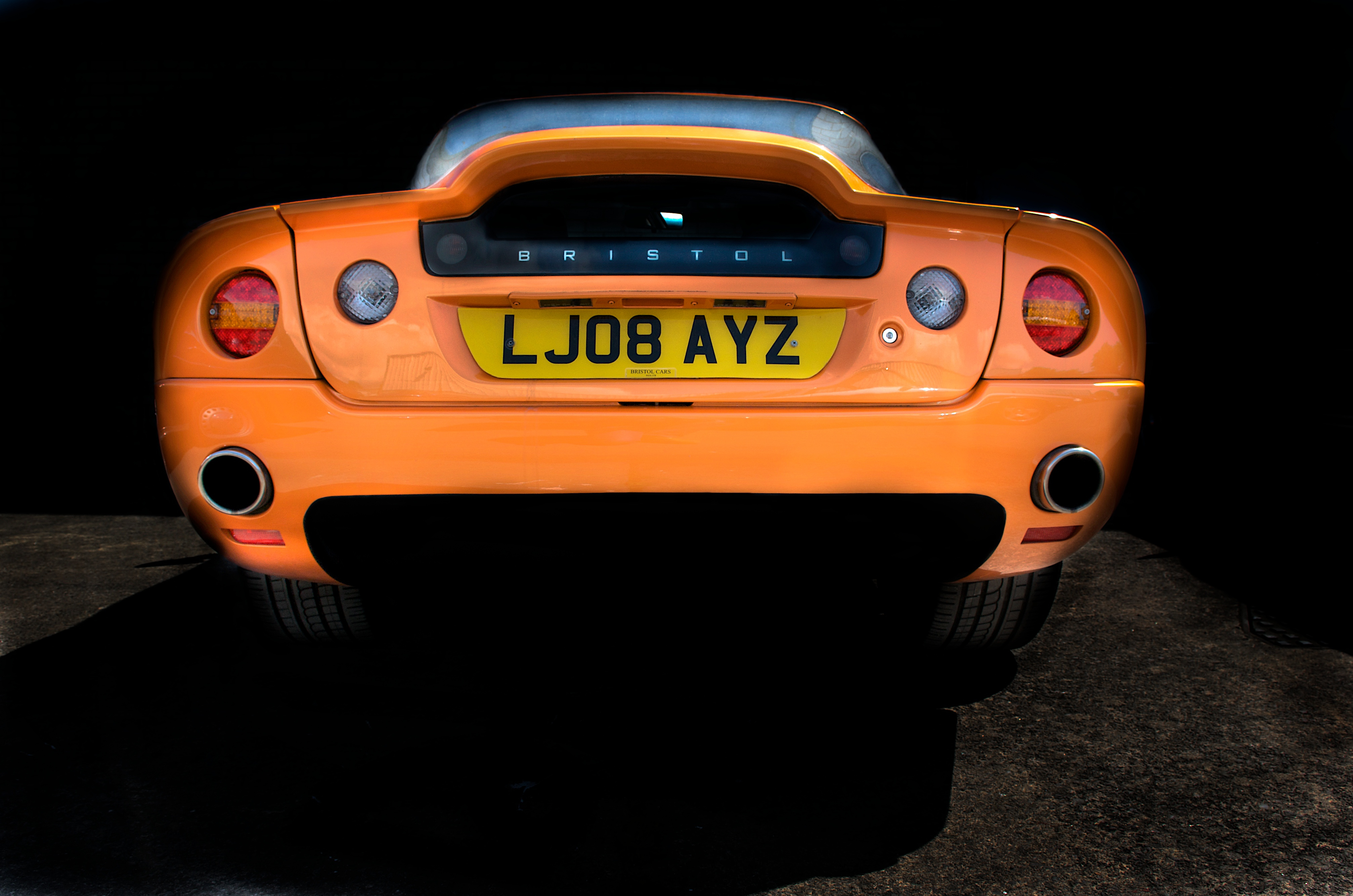
Heckansicht des Bristol Fighter

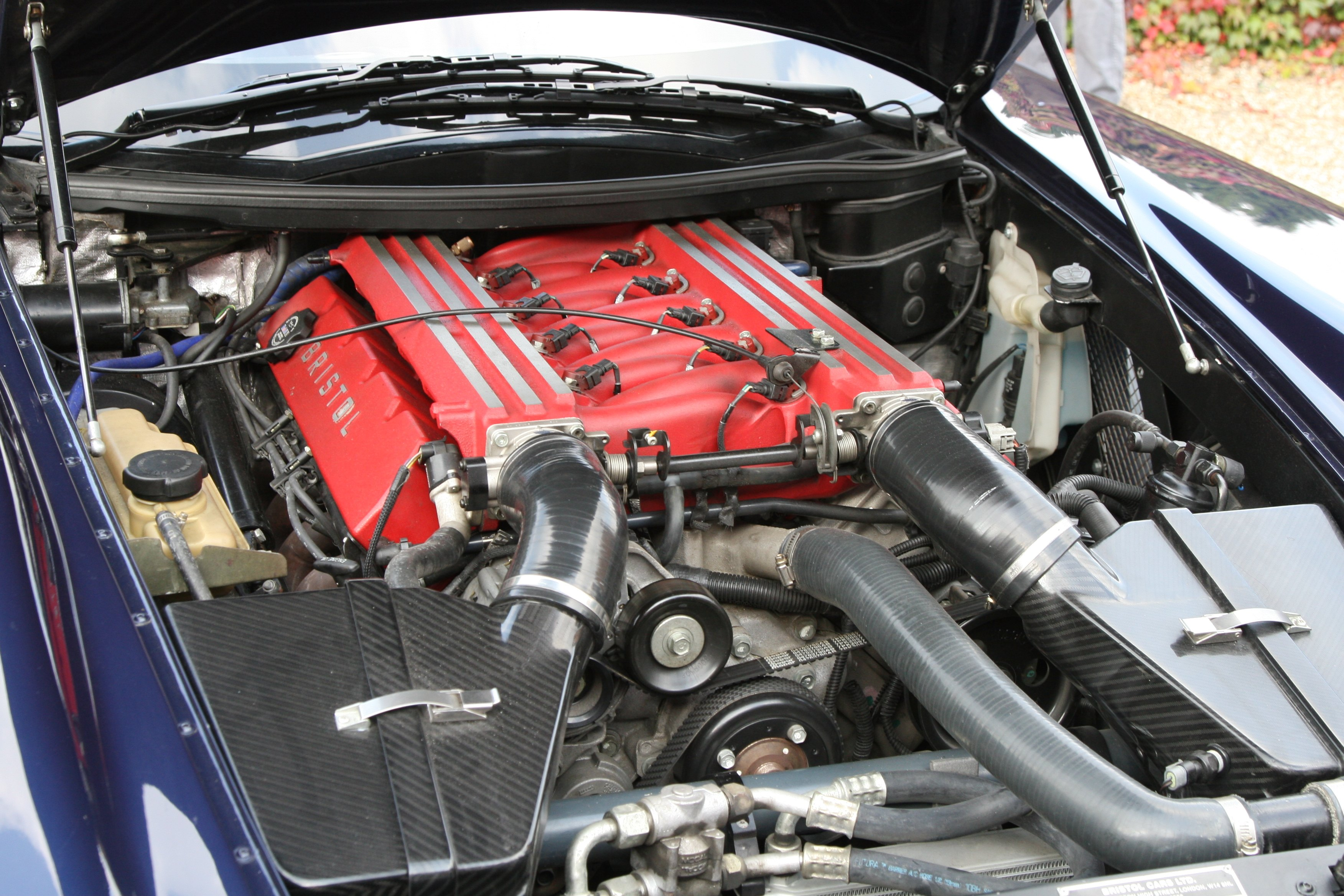
V10-Motor von Chrysler

Während das Grundkonzept des Fighter auf Toby Silverton zurückging, wurde die Entwicklungsarbeit im Einzelnen von dem kanadischen Ingenieur Max Boxstrom erledigt, der seit den 1970er Jahren vornehmlich im Motorsport als Konstrukteur für Brabham, Williams, Martini und Aston Martin tätig gewesen war.
Der Fighter ruhte auf einem Plattformrahmen, der exklusiv für dieses Fahrzeug entwickelt wurde. Er hatte keine Bezüge mehr zu dem traditionellen Bristol-Chassis, das auf eine Vorkriegskonstruktion für den BMW 326 zurückgeht. Die seitlichen Träger des Chassis waren weit ausgestellt. Sie ermöglichten so eine niedrige Sitzposition. Auch die Radaufhängung wurde vollständig neu konstruiert. Sie bestand vorn und hinten aus doppelten Querlenkern mit Feder-Dämpfer-Einheiten. Die Reifen der Größe 285/40 x 18 sitzen auf 10 Zoll breiten Rädern. Bristol verzichtete auf elektronische Hilfen beim Fahrwerk.
Als Antrieb diente ein 8,0 Liter großer Zehnzylindermotor von Chrysler, der in seiner Grundkonstruktion in der ersten Generation der Dodge Viper (1992 bis 2002) verwendet wurde. Er wurde im Detail überarbeitet; unter anderem installierte Bristol selbst entwickelte Zylinderköpfe.
In seiner Basisversion leistete er 391 kW, etwa 81 kW mehr als der amerikanische Originalmotor. Später bot Bristol mit dem Fighter S und dem Fighter T Versionen mit mehr Leistung an. Die Kraft wurde wahlweise über ein handgeschaltetes Sechsganggetriebe oder über eine Viergangautomatik übertragen. Motor und Getriebe waren zwischen der Vorder- und der Hinterachse untergebracht; dadurch konnte eine ausgeglichene Gewichtsverteilung von 50 : 50 erreicht werden.
Die Karosserie des Fighter war im Hinblick auf aerodynamische Effizienz entwickelt worden. Der Luftwiderstandsbeiwert (cw) betrug 0,28. Bei der später realisierten Version Fighter T konnte er auf 0,255 abgesenkt werden. Um eine möglichst gute Übersichtlichkeit zu erreichen, hatte die Fahrerkabine große Fenster. Ein besonderes Gestaltungsmerkmal waren die Flügeltüren. Der Aufbau wurde mit einem Stahlrohrgerippe und einer Außenhaut aus Aluminium gefertigt, die Türen und die Heckklappe hingegen bestanden aus kohlenstofffaserverstärktem Kunststoff.
In stilistischer Hinsicht war der Fighter eigenständig. Die abgerundete Frontpartie mit den vier eingelassenen Rundscheinwerfern erinnerte entfernt an die Gestaltung des Rennsportwagens Bristol 450.
Der Fighter war schmaler, kürzer und leichter als die meisten Modelle der Konkurrenten. Mit 4422 mm ist der Fighter einige Millimeter kürzer als ein Porsche 996, der Bugatti Veyron dagegen übertraf den Fighter um nahezu 200 mm. Zugleich war das Dach höher und über den Sitzen hoch gewölbt („double bubble“), sodass auch großgewachsene Fahrer bequem Platz fanden.

## Versionen

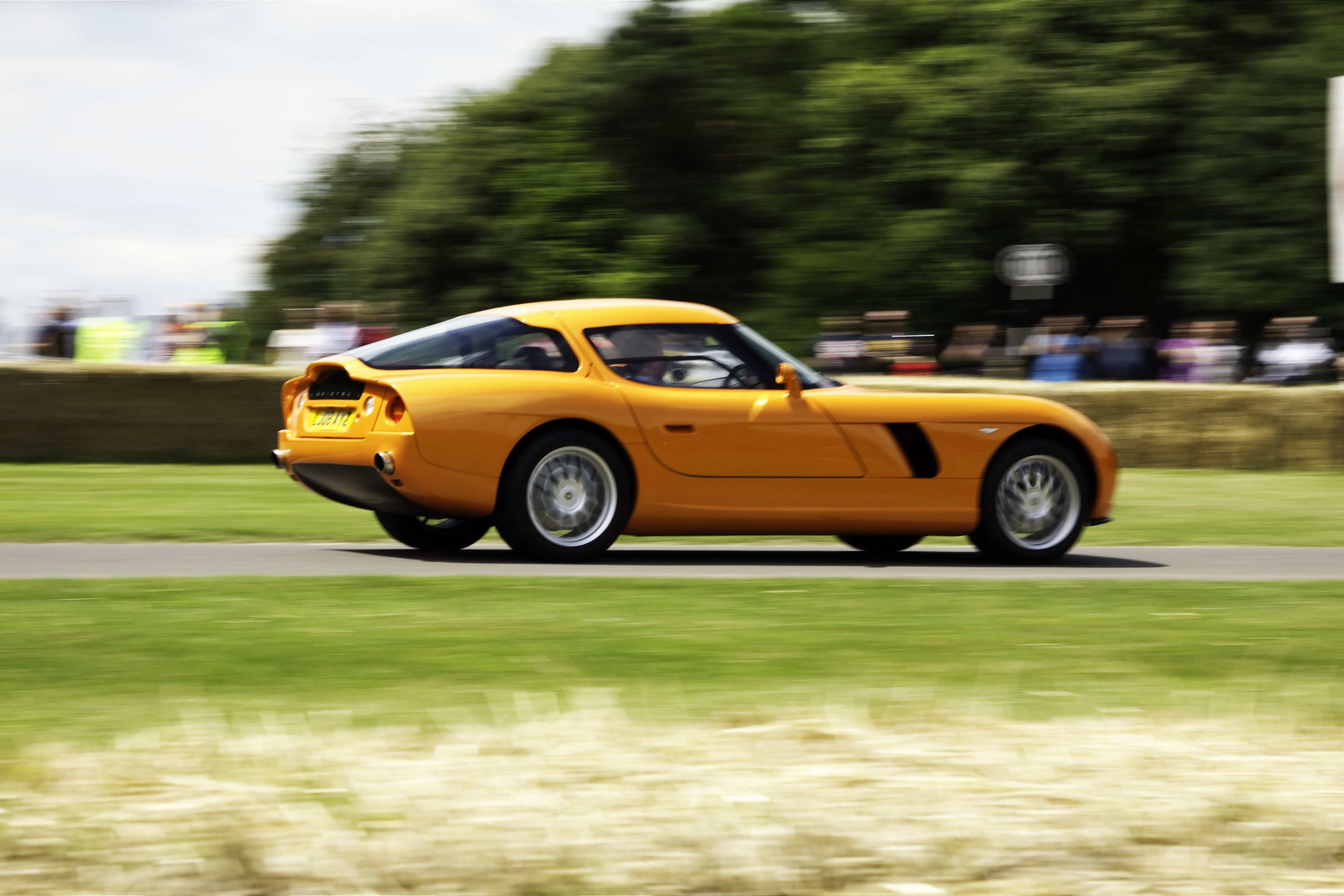
Bristol Fighter beim Goodwood Festival of Speed 2011

### Bristol Fighter
Basisversion ist der Bristol Fighter, der nach Werksangaben eine Höchstgeschwindigkeit von 340 km/h erreicht. Sein Motor leistet 525 bhp (391 kW; 532 PS) bei 5500/min; das maximale Drehmoment von 714 Nm kann bei 4,200/min abgegeben werden. Bei hohen Geschwindigkeiten soll die Leistung auf 550 bhp steigen, weil der Staudruck zum Aufladen des Motors genutzt wird.

### Bristol Fighter S
Beim 2005 vorgestellten Bristol Fighter S war die Leistung des Motors auf 628 bhp (468 kW; 637 PS) bei 5900/min erhöht worden. Fahrwerk und Karosserie entsprachen weitestgehend der Basisversion.

### Bristol Fighter T
Spitzenmodell war der Bristol Fighter T, mit zwei Turboladern und Ladeluftkühlung. Der aufgeladene Motor leistete nach Werksangabe 1012 bhp (755 kW; 1026 PS) bei 5600/min, das maximale Drehmoment betrug über 1400 Nm bei 4500/min. Damit war der Fighter T leistungsstärker als der Bugatti Veyron, dessen Motor 736 kW (1001 PS) abgab. Der Fighter T wurde ausschließlich mit manuell zu schaltendem Sechsganggetriebe geliefert. Das Fahrwerk hatte härtere Federn und Dämpfer. An der Vorderachse gab es einen steiferen Stabilisator und mehr Nachlauf. Die Räder waren mit 19 Zoll etwas größer als die der anderen Modelle, die vorderen hatten 285 mm breite und die hinteren 335 mm breite Reifen. Die Karosserie war 10 mm tiefer gelegt; das verstärkte Chassis war um etwa 30 % torsionssteifer als das des Standard-Fighter. Zugleich wurde das Gewicht des Wagens weiter reduziert. Die Höchstgeschwindigkeit des Fighter T betrug laut Werksangabe über 400 km/h, war allerdings auf 362 km/h abgeregelt. Eine unabhängige Überprüfung dieser Angaben gibt es nicht.

## Motorisierungen und Fahrleistungen
| Modell    | Motorbauart | Motoraufladung  | Hubraum (cm³) | max. Leistung (kW/PS) | max. Drehmoment (Nm) | Beschleunigung 0–60 Meilen/Stunde | Höchstgeschwindigkeit (km/h) |
| --------- | ----------- | --------------- | ------------- | --------------------- | -------------------- | --------------------------------- | ---------------------------- |
| Fighter   | V10         | −               | 7994          | 385/523 bei 5500/min  | 712 bei 4200/min     | ca. 4,0 s                         | 340                          |
| Fighter S | V10         | −               | 7994          | 462/628 bei 5900/min  | 790 bei 3900/min     | 4,0 s                             | 340                          |
| Fighter T | V10         | zwei Turbolader | 7994          | 755/1027 bei 5600/min | 1405 bei 4500/min    | 3,5 s                             | 362 (1)                      |

## Presse
Das Werk ermöglichte nur wenigen Journalisten eine Probefahrt in einem Fighter. Das britische Evo-Magazine erhielt 2005 als erste Zeitschrift einen (Standard-)Fighter, das gleiche Auto wurde zwei Jahre später von der Financial Times probegefahren. Die britische Zeitschrift The Independent dagegen musste das Auto eines privaten Kunden für eine Impression heranziehen.
Die meisten Berichte lobten die Fahrleistungen, das gute Handling des Autos wie auch die Rundumsicht. Andererseits wurde auch Kritik geäußert. Das Fahrwerk sei „unterentwickelt“, und die aus Aluminiumblöcken gefrästen Schalter im Innenraum wirkten wie „selbstgemacht“, was sie auch waren.

## Produktionsumfang
Der Fighter wurde nur in geringen Stückzahlen produziert. Einige Veröffentlichungen behaupten, Bristol habe bis 2008 insgesamt 45 Fahrzeuge komplettiert, darunter einige Prototypen. In einer Verkaufsanzeige aus dem Jahr 2014 bezifferte das Werk den Produktionsumfang dagegen auf lediglich 14 Exemplare. Danach wurde das letzte Exemplar des Fighter 2009 zusammengebaut. Aber auch diese Angaben werden bezweifelt. Einige Berichte gehen von nur neun komplettierten Fighter aus.
Ob jemals ein Fighter T zur Auslieferung kam, ist nicht belegt. Der Vorsitzende des Bristol Owners Club bezweifelt dies. Die Produktion des Fighter endete Anfang 2011 mit der Insolvenz von Bristol Cars.

## Continuation Cars
Im November 2020, mehr als ein halbes Jahr nach der zweiten Insolvenz und der endgültigen Auflösung Bristols, schaltete eine Investorengruppe in einem Verkaufsportal für klassische Automobile eine Anzeige, in der sie die Wiederaufnahme der Fighter-Produktion mit modifizierter Technik für das Jahr 2022 ankündigte. Zu diesen Fighter Continuation Cars sollen acht Fahrzeuge mit einem 6,2 Liter großen Verbrennungsmotor von Chrysler (Fighter R) sowie eine Reihe von Fahrzeugen mit Elektroantrieb (Fighter E) gehören.